# Stazione di Namikawa
La stazione di Namikawa (並河駅?, Namikawa-eki) è una stazione ferroviaria della città di Kameoka, nella prefettura di Kyoto in Giappone. Si trova sulla linea principale San'in ed è utilizzata dai treni del servizio linea Sagano.

## Linee e servizi
JR West
■ Linea Sagano

## Caratteristiche
La stazione ferroviaria serve la linea Sagano, ed è costituita da due marciapiedi laterali con tre binari passanti in superficie. Di fatto la stazione è una fermata ferroviaria, in quanto non sono presenti scambi e binari di precedenza.
| 1 | ■ Linea Sagano | per Kameoka, Nijō e Kyoto |
| 2 | ■ Linea Sagano | per Sonobe e Fukuchiyama  |

## Stazioni adiacenti
| «            | Servizio      | »            |
| Linea Sagano | Linea Sagano  | Linea Sagano |
| ------------ | ------------- | ------------ |
| Kameoka      | Locale Rapido | Chiyokawa    |